# カッツェンエルンボーゲン
カッツェンエルンボーゲン（独: Katzenelnbogen）は、ドイツ連邦共和国 ラインラント＝プファルツ州ライン＝ラーン郡に存在する市。カッツェンエルンボーゲン連合自治体 (Verbandsgemeinde Katzenelnbogen) の行政庁所在地となっている。